# بريت باتلر (سائق سباق)
بريت باتلر (بالإنجليزية: Brett Butler)‏ هو سائق سباق أمريكي، ولد في 10 أبريل 1985 في ليلبورن في الولايات المتحدة.

## وصلات خارجية
- بريت باتلر على موقع Racing-Reference.info (الإنجليزية)